# Ophiomastix palaoensis
Ophiomastix palaoensis is een slangster uit de familie Ophiocomidae.
De wetenschappelijke naam van de soort werd in 1943 gepubliceerd door S. Murakami.